# Kachelbenen
Kachelbenen of erythema ab igne is een huidverkleuring door pigment als gevolg van warmte. Als de huid steeds van buitenaf sterk wordt verwarmd, verwijden de bloedvaten zich en krijgt de huid een rode kleur. Wanneer dit lang, maanden duurt, kan de huid lichtbruine pigmentvlekken gaan vertonen. Wanneer de oorzaak wordt weggenomen krijgt de huid op den duur de normale kleur weer terug. Deze huidverkleuring hoeft niet speciaal aan de benen te zijn, maar kan overal op de huid voorkomen.
De naam kachelbenen komt van mensen die dagelijks bij ovens werkten, er tegenaan of bijna tegenaan stonden of thuis langdurig voor de kolenkachel zaten zonder dat er andere verwarming was. Erythema ab igne komt uit de klassieke talen en betekent een rode kleurverandering door vuur. Kachelbenen kwamen in 2004 in het nieuws doordat iemand een dergelijke huidverkleuring had gekregen van het werken met een laptop die op de bovenbenen rustte.